# كارين مونتجومري
كارين مونتجومري (بالإنجليزية: Karen Montgomery)‏ هي منتجة أفلام وممثلة أمريكية، ولدت في 28 نوفمبر 1949 في شيكاغو في الولايات المتحدة، وتوفيت في 4 ديسمبر 2015 في لوس أنجلوس في الولايات المتحدة بسبب سرطان.

## وصلات خارجية
- كارين مونتجومري على موقع IMDb (الإنجليزية)
- كارين مونتجومري على موقع روتن توميتوز (الإنجليزية)
- كارين مونتجومري على موقع ألو سيني (الفرنسية)
- كارين مونتجومري على موقع أول موفي (الإنجليزية)
- كارين مونتجومري على موقع قاعدة بيانات الأفلام السويدية (السويدية)
- كارين مونتجومري على موقع كينوبويسك (الروسية)